# Andora na Letnich Igrzyskach Olimpijskich 2024
Andora na Letnich Igrzyskach Olimpijskich 2024 – reprezentacja Andory na Letnich Igrzyskach Olimpijskich 2024, które zostaną rozegrane w dniach 26 lipca – 11 sierpnia 2024 roku w Paryżu. W jej skład weszło dwóch zawodników – kobieta i mężczyzna, którzy wystąpili w dwóch dyscyplinach. Był to trzynasty występ tego kraju na letnich igrzyskach olimpijskich.

## Reprezentanci

### Lekkoatletyka
| Zawodnik        | Konkurencja               | Eliminacje | Eliminacje | Finał | Finał   | Źródło |
| Zawodnik        | Konkurencja               | Wynik      | Miejsce    | Wynik | Miejsce | Źródło |
| --------------- | ------------------------- | ---------- | ---------- | ----- | ------- | ------ |
| Nahuel Carabaña | 3000 m z przeszkodami (m) | 8:19,44    | 7.         | NQ    | NQ      | [ 1 ]  |

### Kajakarstwo
Kajakarstwo górskie
| Zawodnik     | Konkurencja    | Eliminacje | Eliminacje | Eliminacje | Eliminacje | Eliminacje | Eliminacje | Półfinały | Półfinały | Finał  | Finał   | Pozycja | Źródło |
| Zawodnik     | Konkurencja    | P 1        | M.         | P 2        | M.         | Razem      | M.         | Czas      | Miejsce   | Czas   | Miejsce | Pozycja | Źródło |
| ------------ | -------------- | ---------- | ---------- | ---------- | ---------- | ---------- | ---------- | --------- | --------- | ------ | ------- | ------- | ------ |
| Mònica Dòria | Slalom C-1 (k) | 101,28     | 3.         | 151,68     | 19.        | 101,28     | 3.         | 106,53    | 3.        | 113,58 | 6.      | 6.      | [ 2 ]  |
| Mònica Dòria | Slalom K-1 (k) | 95,93      | 4.         | 98,51      | 15.        | 95,93      | 10.        | 156,28    | 22.       | NQ     | NQ      | 22.     | [ 2 ]  |

| Zawodnik     | Konkurencja   | Wyścig na czas | Wyścig na czas | Runda 1 | Repasaże | Eliminacje | Ćwierćfinały | Półfinały | Finał   | Pozycja | Źródło |
| Zawodnik     | Konkurencja   | Czas           | Miejsce        | Miejsce | Miejsce  | Miejsce    | Miejsce      | Miejsce   | Miejsce | Pozycja | Źródło |
| ------------ | ------------- | -------------- | -------------- | ------- | -------- | ---------- | ------------ | --------- | ------- | ------- | ------ |
| Mònica Dòria | Cross K-1 (k) | 73.15          | 9.             | 1.      | BYE      | 2.         | 4.           | NQ        | NQ      | 15.     | [ 2 ]  |